# Terry Liskevych
Tarasz „Terry” Liszkevics (kiejtése: lɪˈskɛvɪtʃ; ukránul: Тарас „Террі” Ліскевич; München, 1948. október 14. –) ukrán-amerikai röplabdaedző, 2005 és 2016 között az Oregon State Beavers vezetőedzője. 1985–1986-ban a női nemzeti válogatott edzője volt.

## Fiatalkora
Egy kitelepítetteknek létesített müncheni táborban született, mivel családja Nyugat-Ukrajna szovjet megszállása miatt elmenekült. 1951-ben Chicagóban telepedtek le. Szombatonként ukrán iskolába járt és a Plaszt tagja volt, ahol focizott, pingpongozott, röplabdázott és teniszezett. A Szent Ignác középiskola teniszválogatottja, valamint a Chicago Lions labdarúgócsapatának tagja volt. Később a Loyola Ramblersnél játszott.
A chicagói ukránok csapatában röplabdázott; gyors fejlődésének köszönhetően az ország egyik legjobb csapata, a Kenneth Allen Club tagja lett. Biológia szakos alapdiplomáját a Loyola Egyetemen szerezte, majd a Stritch Orvostudományi Intézet hallgatója lett, de 1971 nyarán kiiratkozott. 1972-ben a George Williams Főiskán mesterdiplomát, 1976-ban pedig az Ohiói Állami Egyetemen PhD-fokozatot szerzett.

## Pályafutása

### Egyetemi

#### George Williams Főiskola
1972–1973-ban Jim Coleman edző helyettese, valamint a Chicago Volleyball Club edzője volt.

#### Ohio State Buckeyes
1974-ben az Ohio State Buckeyes edzője lett. 1975-ben és 1976-ban a csapat kijutott az NCAA bajnokságára, Liskevychet pedig a Midwestern Intercollegiate Volleyball Association mindkétszer az év edzőjének választotta.

#### Pacific Tigers
1976 nyarán a Pacific Tigers edzője lett, ahol a konferencia ötször választotta az év edzőjének. Kilenc szezonja alatt hat konferenciacímet nyertek és ötször kerültek az I-es divízió öt legjobbja közé.

#### Oregon State Beavers
1997 és 2004 között a versenyszférában dolgozott, majd 2005. április 4-én az Oregon State Beavers edzője lett; pályafutása alatt a csapat jelentős fejlődésnek indult. Játékosa, Rachel Rourke 2008-ban és 2009-ben az egyetemen elsőként elnyerte az All-America elismerést.
Liskevychet 2014-ben a Pac-12 Conference az év edzőjének választotta. 2016-ban visszavonult.

### Nemzetközi
1975-ben Arie Selinger helyettese lett és részt vett a pánamerikai játékokon. 1984 nyarán a Los Angeles-i olimpia önkéntese volt. Az 1988-as olimpián az USA csapata a hetedik lett. Az 1992-es olimpián bronzérmet szereztek.
Az 1995-ös szezonban mérkőzéseik 78%-át megnyerték.

## Egyéb tevékenysége
- A húsz legjobb csapat rangsorának kialakítása; az Associated Press használta először (1978)
- Az Egyetemi Röplabdaedzők Szövetsége (az Amerikai Röplabdaedzők Szövetsége elődje) társalapítója (1979)
- Röplabdaiskolák létesítése a világ több országában (1976–1987)
- A Wendy’s Classic női bajnokság megalapítása (1979)
- A Women’s Collegiate Volleyball All-Star Classic megrendezése, amit az ESPN közvetített (Ken Grosse-szal, 1988)
- Nemzeti röplabdacentrum létesítése (1989)
- A profi ligákat vizsgáló The Professional Volleyball League – A Preliminary Prospectus tanulmány kiadása (1992)
- Az Art of Coaching röplabdaiskola megalapítása (2011)

## Mérföldkövei
- Midwestern Intercollegiate Volleyball Association év edzője (1975)
- NorPac, NorCal és PCAA év edzője (5×, 1979–1984)
- Az Egyetemi Röplabdaedzők Szövetségének (CVCA) társalapítója (1981)
- CVCA év nemzeti edzője (1983)
- NCAA év edzője (I-es divízió, 1983)
- A világbajnok All-Star csapat edzője (Barcelona és Róma, 1991)
- A University of the Pacific dicsőségcsarnokának tagja (1991)
- Nemzetközi Röplabdaszövetség év nemzetközi edzője (1995)
- Az Amerikai Röplabdaedzők Szövetsége dicsőségcsarnokának tagja (2003)
- Az All-Era röplabdacsapat vezetőedzője (2003)
- Pac-12 Conference év edzője (2014)
- Év regionális edzője (északnyugati régió, 2014)

## Művei
- Terry Liskevych – Jim Coleman: A Pictorial Analysis of Power Volleyball. (angolul) Hollywood: Creative Sports. 1976.
- Volleyball Is A Hit Master Press. (angolul) Grand Rapids (Minnesota): (kiadó nélkül). 1986.
- Terry Liskevych – Don Patterson: Championship Skills: Youth Volleyball. (angolul) Indianapolis: Master Press. 1995.
- Terry Liskevych – Martin Gipson – Edwin Swillinger: Managing Your Health Care. (angolul) Ventura (Kalifornia): Pathfinder Publishing. 1996.

## Eredményei vezetőedzőként

### Nemzeti válogatott
| Év        | Eredmény | %    | Helyezés |
| --------- | -------- | ---- | -------- |
| 1985      | 25–20    | .556 | 2.       |
| 1986      | 24–33    | .421 | 10.      |
| 1987      | 26–24    | .433 | 2.       |
| 1988      | 32–15    | .681 | 7.       |
| 1989      | 16–20    | .444 | 3.       |
| 1990      | 41–32    | .562 | 3.       |
| 1991      | 38–22    | .633 | 2.       |
| 1992      | 15–22    | .405 | 3.       |
| 1993      | 15–27    | .357 | 2.       |
| 1994      | 25–20    | .556 | 6.       |
| 1995      | 57–16    | .781 | 1.       |
| 1996      | 23–20    | .535 | 7.       |
| Összesen: | 337–281  | .545 | –        |

### Egyetemi
| Év                   | Eredmény            | %                   | Helyezés            | Helyezés            |                     |
| Év                   | Eredmény            | %                   | Konferencia         | Országos            |                     |
| Ohio State Buckeyes  | Ohio State Buckeyes | Ohio State Buckeyes | Ohio State Buckeyes | Ohio State Buckeyes | Ohio State Buckeyes |
| -------------------- | ------------------- | ------------------- | ------------------- | ------------------- | ------------------- |
| 1975                 | 21–3                | .875                | 1.                  | 3.                  |                     |
| 1976                 | 24–4                | .857                | 1.                  | 3.                  |                     |
| Pacific Tigers       |                     |                     |                     |                     |                     |
| 1976                 | 17–8                | .680                | 1.                  | –                   |                     |
| 1977                 | 12–10               | .535                | 3.                  | –                   |                     |
| 1978                 | 23–15               | .605                | 3.                  | –                   |                     |
| 1979                 | 40–11               | .784                | 1.                  | 4.                  |                     |
| 1980                 | 48–8                | .857                | 1.                  | 2.                  |                     |
| 1981                 | 27–13               | .675                | 1.                  | 4.                  |                     |
| 1982                 | 32–8                | .800                | 1.                  | 5.                  |                     |
| 1983                 | 37–4                | .903                | 1.                  | 4.                  |                     |
| 1984                 | 31–8                | .795                | 2.                  | 3.                  |                     |
| Oregon State Beavers |                     |                     |                     |                     |                     |
| 2005                 | 11–13               | .458                | 7.                  | –                   |                     |
| 2006                 | 3–24                | .111                | 10.                 | 146.                |                     |
| 2007                 | 10–20               | .333                | 9.                  | 74.                 |                     |
| 2008                 | 14–17               | .450                | 9.                  | 82.                 |                     |
| 2009                 | 12–18               | .400                | 9.                  | 75.                 |                     |
| 2010                 | 9–23                | .281                | 9.                  | 130.                |                     |
| 2011                 | 16–16               | .500                | 8.                  | 103.                |                     |
| 2012                 | 14–18               | .437                | 10.                 | 63.                 |                     |
| 2013                 | 9–22                | .290                | 12.                 | 138.                |                     |
| 2014                 | 21–13               | .618                | 7.                  | 23.                 |                     |
| 2015                 | 6–24                | .200                | 10.                 | 148.                |                     |
| Összesen:            | 437–358             | .550                | –                   | –                   |                     |

## Fordítás
- Ez a szócikk részben vagy egészben  a   Terry Liskevych című angol Wikipédia-szócikk ezen változatának fordításán alapul.  Az eredeti cikk szerkesztőit annak laptörténete sorolja fel. Ez a jelzés csupán a megfogalmazás eredetét és a szerzői jogokat jelzi, nem szolgál a cikkben szereplő információk forrásmegjelöléseként.